# Gynoplistia (Gynoplistia) gloriosa
Gynoplistia (Gynoplistia) gloriosa is een tweevleugelige uit de familie steltmuggen (Limoniidae). De soort komt voor in het Neotropisch gebied.